# Tesem

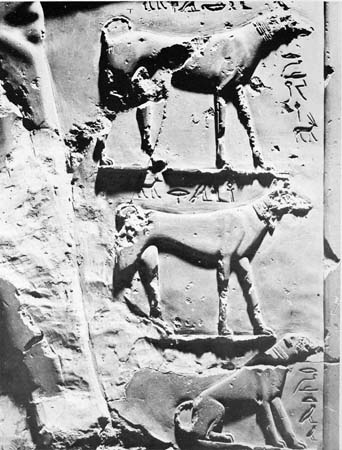
Tesem från farao Intef II:s grav i at-Tarif, nu på Egyptiska museet i Kairo.

Tesem är avbildade hundar från det forntida Egypten. Namnet är bildat av hieroglyferna . De är vinthundslika hundar med upprättstående öron och med svansen oftast ringlad över ryggen. Huvudet påminner närmast om faraohundens, men även dödsguden Anubis. Tesem är den vanligaste hundtypen på avbildningar från protodynastisk tid (3200-3000 fvt) till Nya riket (1550-1070 fvt). Jämförelser med mumifierade hundar från samma period tyder på att bilderna är stiliserade och idealiserade och inte anatomiska. Verklighetens tesem tycks ha varit mer lika pariahundar. I vissa hieroglyfiska skrifter anges att hundarnas ursprung är Nubien eller Punt. Egypterna avbildade även andra sorters hundar; en spetsliknande, en med rundare nos och hängande öron likt braquehundar, ofta avbildade i samband med drevjakt, samt hundar med förkortade ben, liknande taxar eller basset. Den äldsta egyptiska avbildningen av hundar hittades 1926 i Nekhen. Det är en vasmålning daterad till 3.500 fvt föreställande en man med pilbåge som har fyra pariahundar i koppel.
Vissa av hundarna vet man t.o.m. namnet på. Den mest kända är Abuwtiyuw, vars begravning skildras i en inskription från femte (ca 2465-2323 fvt) eller sjätte dynastin (ca 2323-2152 fvt) funnen i en liten mastaba på Gizaplatån. Hunden Abuwtiyuw, som tillhörde en av kungens tjänare, blev så högt uppskattad av kungen att denne beordrade en kunglig begravning.